# Michèle Pétin
Pour les articles homonymes, voir Pétin et Halberstadt (homonymie).
Michèle Halberstadt connue après son mariage comme Michèle Pétin (née le 1er septembre 1955 à Paris) est une journaliste, productrice de cinéma, scénariste et écrivaine française.

## Biographie

### Famille
Michèle Halberstadt est née le 1er septembre 1955 à Paris d'un père juif polonais né en 1915 à Węgrów et d’une mère viennoise, dont elle retrace l'histoire dans son livre Née quelque part, publié en 2021, où elle découvre que sa première nationalité fut israélienne.

### Formation
Journaliste de formation, elle travaille à Radio 7 jusqu'en 1984, puis devient rédactrice en chef du magazine Première.

### Carrière
En 1990, Laurent Pétin et elle créent la société de distribution et de production de cinéma ARP (aussi connue sous le nom d'ARP Sélection),,.
Pendant l'été 2021, elle participe à la série de France Culture La culture change le monde avec dix émissions sur Les films qui ont changé nos regards.

### Vie privée
Elle est mariée au producteur Laurent Pétin.

## Engagement
Elle est membre du collectif 50/50 qui a pour but de promouvoir l’égalité des femmes et des hommes et la diversité dans le cinéma et l’audiovisuel,.

## Filmographie

### Production (sélection)
- 1993 : Suture de Scott McGehee et David Siegel
- 1998 : Taxi de Gérard Pirès
- 1999 : Rosetta des Frères Dardenne
- 1999 : Une liaison pornographique de Frédéric Fonteyne
- 2000 : Taxi 2 de Gérard Krawczyk
- 2000 : En quête des sœurs Papin (documentaire) de Claude Ventura
- 2000 : Les Blessures assassines de Jean-Pierre Denis
- 2001 : La Chambre des officiers de François Dupeyron
- 2002 : Les Femmes... ou les enfants d'abord... de Manuel Poirier
- 2002 : La Repentie de Laetitia Masson
- 2002 : 17 fois Cécile Cassard de Christophe Honoré
- 2002 : Adolphe de Benoît Jacquot
- 2003 : Taxi 3 de Gérard Krawczyk
- 2003 : Bon Voyage de Jean-Paul Rappeneau
- 2003 : Monsieur Ibrahim et les Fleurs du Coran de François Dupeyron
- 2003 : Les Sentiments de Noémie Lvovsky
- 2004 : Folle Embellie de Dominique Cabrera
- 2004 : Sale hasard (court-métrage) de Martin Bourboulon
- 2004 : Cause toujours ! de Jeanne Labrune
- 2005 : Les Mots bleus d'Alain Corneau
- 2005 : Les Parrains de Frédéric Forestier
- 2005 : Olé ! de Florence Quentin
- 2006 : Essaye-moi de Pierre-François Martin-Laval
- 2006 : Un crime (A Crime) de Manuel Pradal
- 2007 : Taxi 4 de Gérard Krawczyk
- 2007 : Cherche fiancé tous frais payés d'Aline Issermann
- 2007 : Le Deuxième Souffle d'Alain Corneau
- 2007 : Si c'était lui... d'Anne-Marie Étienne
- 2008 : Adoration d'Atom Egoyan
- 2008 : Aide-toi, le ciel t'aidera de François Dupeyron
- 2009 : Vengeance de Johnnie To
- 2010 : Le Mac de Pascal Bourdiaux
- 2010 : Ça commence par la fin de Michaël Cohen
- 2011 : Mon père est femme de ménage de Saphia Azzeddine
- 2011 : This Must Be the Place de Paolo Sorrentino
- 2012 : La Vie d'une autre de Sylvie Testud
- 2012 : Mauvaise Fille de Patrick Mille
- 2014 : Captives d'Atom Egoyan
- 2014 : 96 heures de Frédéric Schoendoerffer
- 2015 : Belles Familles de Jean-Paul Rappeneau
- 2017 : Nos années folles d'André Téchiné
- 2018 : Mes provinciales de Jean-Paul Civeyrac
- 2022 : Les Volets verts de Jean Becker
- 2025 : Nouvelle Vague de Richard Linklater

### Scénariste
- 1986 : Kamikaze de Didier Grousset (avec Luc Besson et Didier Grousset)
- 2000 : Les Blessures assassines de Jean-Pierre Denis (avec Jean-Pierre Denis et Paulette Houdyer)
- 2025 : Nouvelle Vague de Richard Linklater

### Actrice
- 1987 : King Lear de Jean-Luc Godard : La journaliste (non créditée)
- 2002 : La Repentie de Laetitia Masson : Une femme dans le bar (non créditée)

## Publications
- Prends soin de toi, Paris, Flammarion, coll. « Rue Racine », 1992, 138 p. (ISBN 978-2-08-066543-0)
- Adjani aux pieds nus : Journal de "La Repentie", Paris, Calmann-Lévy, 2002, 118 p. (ISBN 978-2-7021-3293-7)
- Café viennois, Paris, Albin Michel, coll. « Littérature générale », 2006, 211 p. (ISBN 978-2-226-17331-7)
- L'Incroyable Histoire de Mademoiselle Paradis, Paris, Albin Michel, coll. « Littérature générale », 2008, 171 p. (ISBN 978-2-226-18201-2)
- Un écart de conduite, Paris, Albin Michel, coll. « Littérature générale », 2010, 144 p. (ISBN 978-2-226-20833-0)
- La Petite, Paris, Albin Michel, coll. « Littérature générale », 2011, 150 p. (ISBN 978-2-226-22971-7)
- Mon amie américaine, Paris, Albin Michel, coll. « Littérature générale », 2014, 192 p. (ISBN 978-2-226-25426-9)
- Brèves rencontres, Paris, Albin Michel, coll. « Littérature générale », 2017, 216 p. (ISBN 978-2226396471)
- Née quelque part, Paris, Albin Michel, coll. « Littérature générale », 2021, 256 p. (ISBN 978-2-226-45750-9)

## Radio
- Les films qui ont changé nos regards, 10 épisodes[9], France Culture[6], août 2021

## Distinctions

### Récompenses
En 2022, Michèle Pétin reçoit le prix Fabienne Vonier au Festival Lumière.